# Jhumpa Lahiri

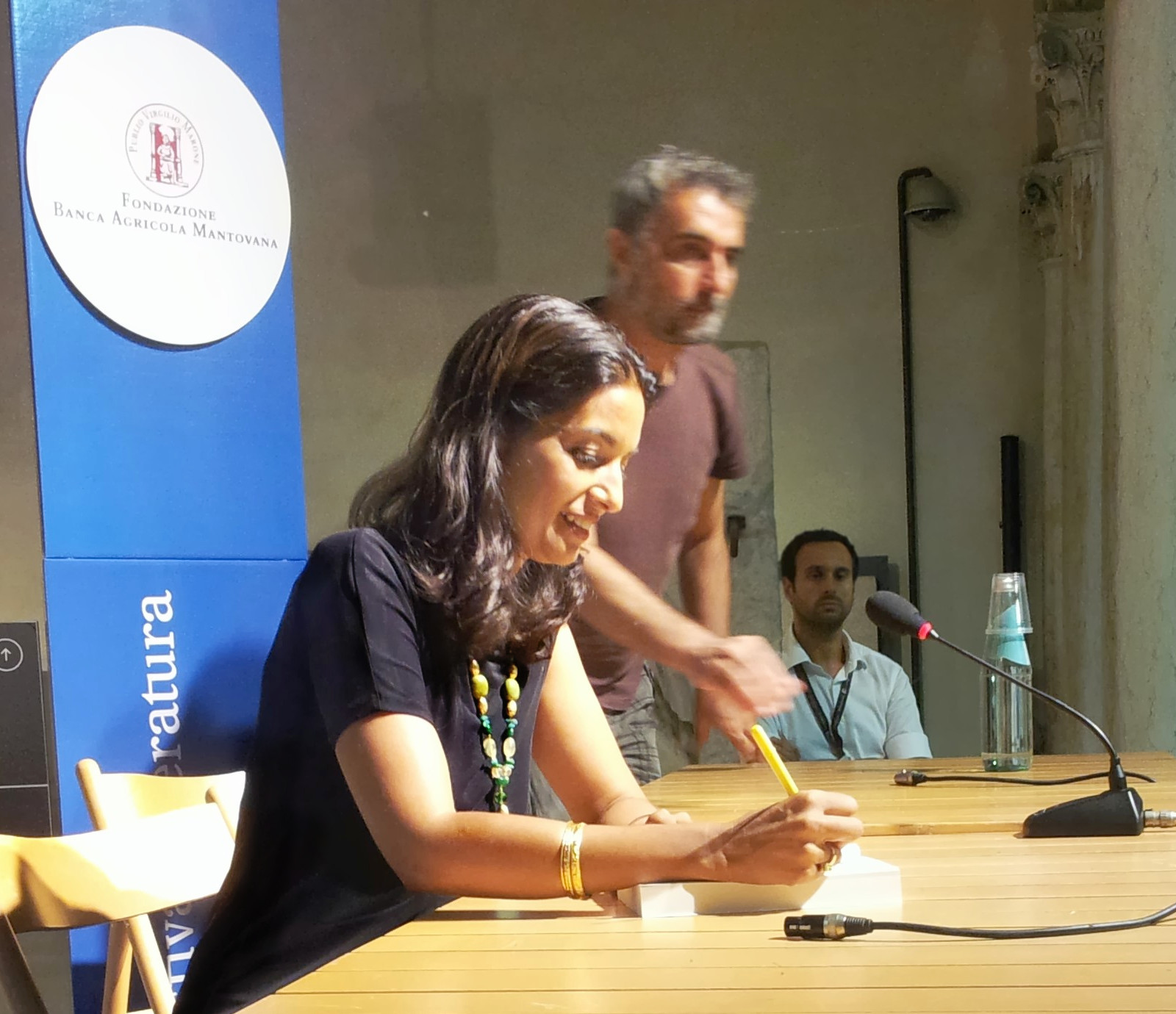
Jhumpa Lahiri w 2013

Jhumpa Lahiri (ur. 11 lipca 1967) – amerykańska powieściopisarka, autorka opowiadań.

## Życiorys
Jej rodzice pochodzą z Bengalu. Ona sama urodziła się w Londynie, od trzeciego roku życia mieszka w Stanach Zjednoczonych. Studiowała na Boston University.
Debiutowała w 1999 zbiorem opowiadań Tłumacz chorób. Książka w następnym roku została uhonorowana Nagrodą Pulitzera. W dorobku ma także powieść Imiennik (2003) oraz kolejny zbiór opowiadań pt. Nieoswojona ziemia (2008).
W swojej twórczości przedstawia problemy emigrantów z Indii z dostosowaniem się do życia w Ameryce. Ukazuje różnicę między pierwszym pokoleniem emigrantów (rodzicami) a drugim (dziećmi), wychowanym już na obczyźnie. Często czerpie z doświadczeń własnych, swojej rodziny lub przyjaciół.
Ma na koncie publikacje New Yorkerze. Mieszka w Nowym Jorku.
Od 2010 jest członkinią President's Committee on the Arts and Humanities. Zasiadała w jury konkursu głównego na 71. MFF w Wenecji (2014).

## Twórczość
- Tłumacz chorób (Interpreter of Maladies 1999)
- Imiennik (The Namesake 2003)
- Nieoswojona ziemia (Unaccustomed Earth 2008)
- Zagubieni wśród hiacyntów (The Lowland 2013)